# AZ4

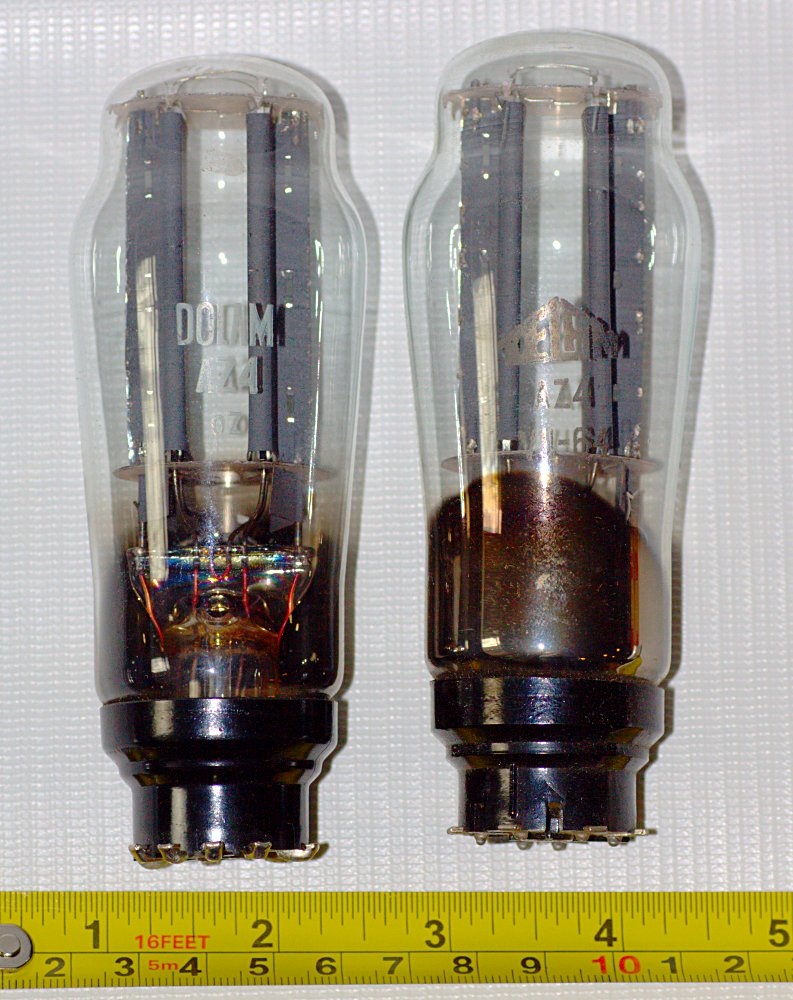
Duodiody prostownicze AZ4 polskiej produkcji (DOLAM i Telam)

AZ4 – typ lampy elektronowej, bezpośrednio żarzona duodioda prostownicza z cokołem bocznostykowym. Wprowadzona przed II wojną światową, była popularna w Europie latach 30., 40. i 50. XX wieku. Od podobnej AZ1 różni się dwukrotnie większym dopuszczalnym prądem.

## Historia i zastosowanie
Wśród lamp z cokołem bocznostykowym wprowadzanych na rynek w latach 30. przez firmę Philips znalazła się również lampa prostownicza AZ4. Stosowano ją w luksusowych odbiornikach radiowych, z dużym poborem prądu anodowego, w urządzeniach nagłaśniających, profesjonalnych, a później także w odbiornikach telewizyjnych.
Po II wojnie światowej w Polsce produkowano lampy AZ4 w Zakładach Wytwórczych Lamp Elektrycznych (ZWLE) i Doświadczalnych Zakładach Lamp Elektronowych (DOLAM). Były one stosowane w odbiornikach radiowych Aga RSZ-F-8W (tak zwana "Aga radiowęzłowa) i Ballada. Główne zastosowanie znalazły w sprzęcie profesjonalnym, na przykład we wzmacniaczach nagłaśniających ZWMT, WR550/54 i ZR100/52 oraz w sprzęcie importowanym. W 1961 wyprodukowano w Polsce 8 tysięcy tych lamp, cena detaliczna wynosiła 24 zł.

## Podstawowe parametry
Żarzenie:
- napięcie żarzenia  4 V
- prąd żarzenia   2,2 A

| Parametr                | Wartość | Wartość | Wartość |
| ----------------------- | ------- | ------- | ------- |
| napięcie transformatora | 300 V   | 400 V   | 500 V   |
| prąd wyprostowany       | 200 mA  | 150 mA  | 120 mA  |

## Odpowiedniki
Identyczne parametry elektryczne ma lampa AZ12 z cokołem metalowym.
Początkowo lampy AZ4 były produkowane również pod oznaczeniami DE7 i TAZ4.